# Pluvial du Moustérien
Le pluvial du Moustérien est une période humide et pluvieuse (un « pluvial ») préhistorique du nord de l'Afrique. Elle apparaît durant le Paléolithique supérieur, vers la fin du Moustérien. Elle commence il y a 50 000 ans, dure environ 20 000 ans et se termine donc il y a 30 000 ans.

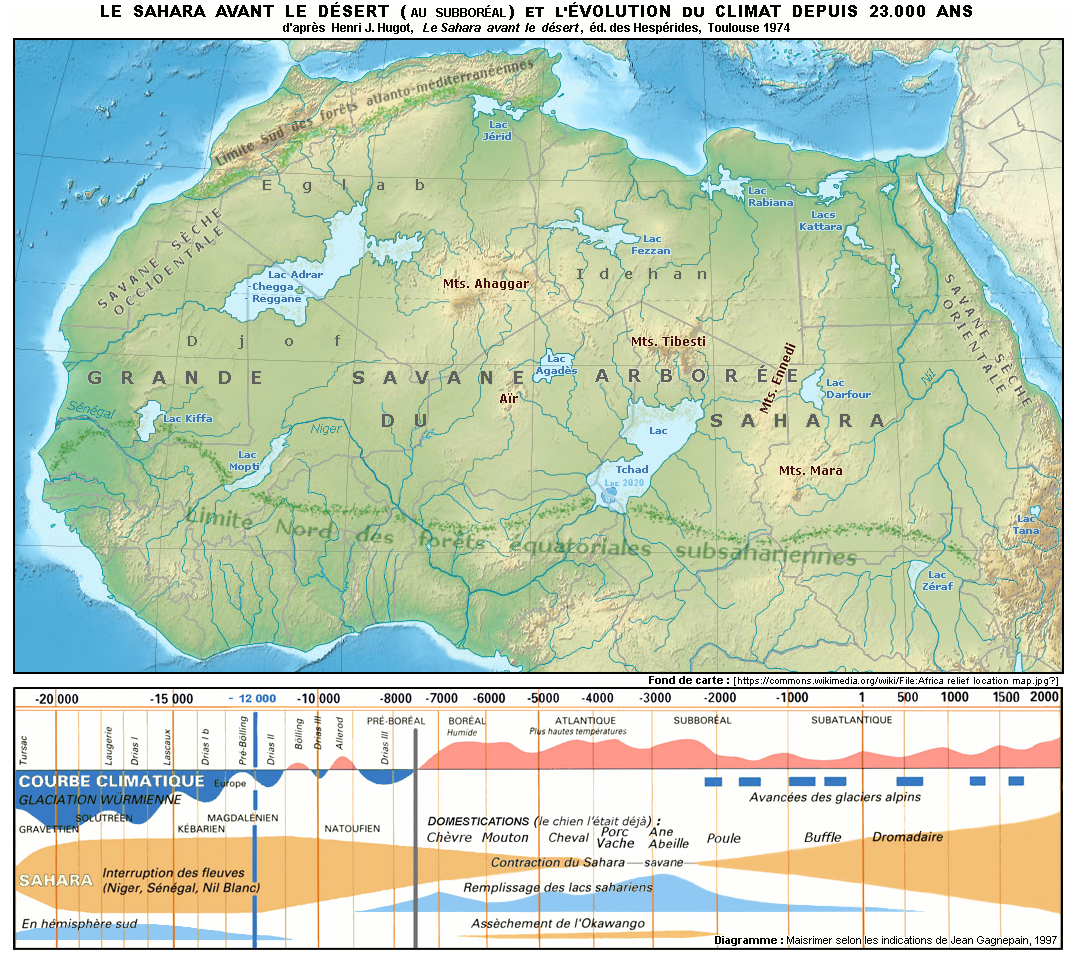
Le « Sahara vert » du pluvial Abbassia, du pluvial du Moustérien et de l'optimum climatique de l'Holocène (figuré dans la chronologie en-dessous) : la végétation était de type savane arborée et la faune, attestée par les restes fossiles et l'art rupestre, comprenait des autruches, des gazelles, des girafes, des rhinocéros, des éléphants, des hippopotames, des crocodiles…

Durant cette période, les régions actuellement sèches ou arides du nord de l'Afrique sont bien arrosées, avec des lacs, des marécages et des systèmes fluviaux aujourd'hui disparus. Ce qui est de nos jours le désert du Sahara abrite une faune typique des prairies et des environnements boisés, des herbivores telles que gazelles et girafes, des autruches, des prédateurs comme les lions et les chacals ainsi que des hippopotames et des crocodiles, et des espèces aujourd'hui éteintes comme le Camelops[réf. nécessaire]. À cet égard, le pluvial du Moustérien ressemble au pluvial Abbassia précédent ; le subpluvial néolithique ultérieur est une réitération moins intense du même schéma climatique.
Il est causé par un changement climatique d'ampleur qui intervient durant la dernière période glaciaire. Il y a 50 000 ans, la glaciation de Würm (appelée glaciation du Wisconsin aux États-Unis), est bien installée, la croissance des calottes glaciaires a déplacé les zones climatiques tempérées vers le sud. Les zones actuellement tempérées d'Europe et d'Amérique du Nord connaissent un climat arctique de toundra, et les zones pluvieuses caractéristiques des climats tempérés sont descendues aux latitudes du nord de l'Afrique.
Au moment de sa pleine ampleur, entre 30 et 18 000 ans, le bouclier de glace des Laurentides couvre une zone géographique extrêmement grande et atteint une altitude de 1 750 mètres. Cela affecte le jet stream qui traverse le continent nord-américain. Le jet stream se sépare en deux, créant un nouveau schéma météorologique qui amène des conditions plus sèches dans plusieurs endroits, dont l'Asie centrale et le Moyen-Orient ; cela conduit à la fin du pluvial Moustérien et au retour à des conditions arides dans le nord de l'Afrique.